# Stora Fjäderholmen

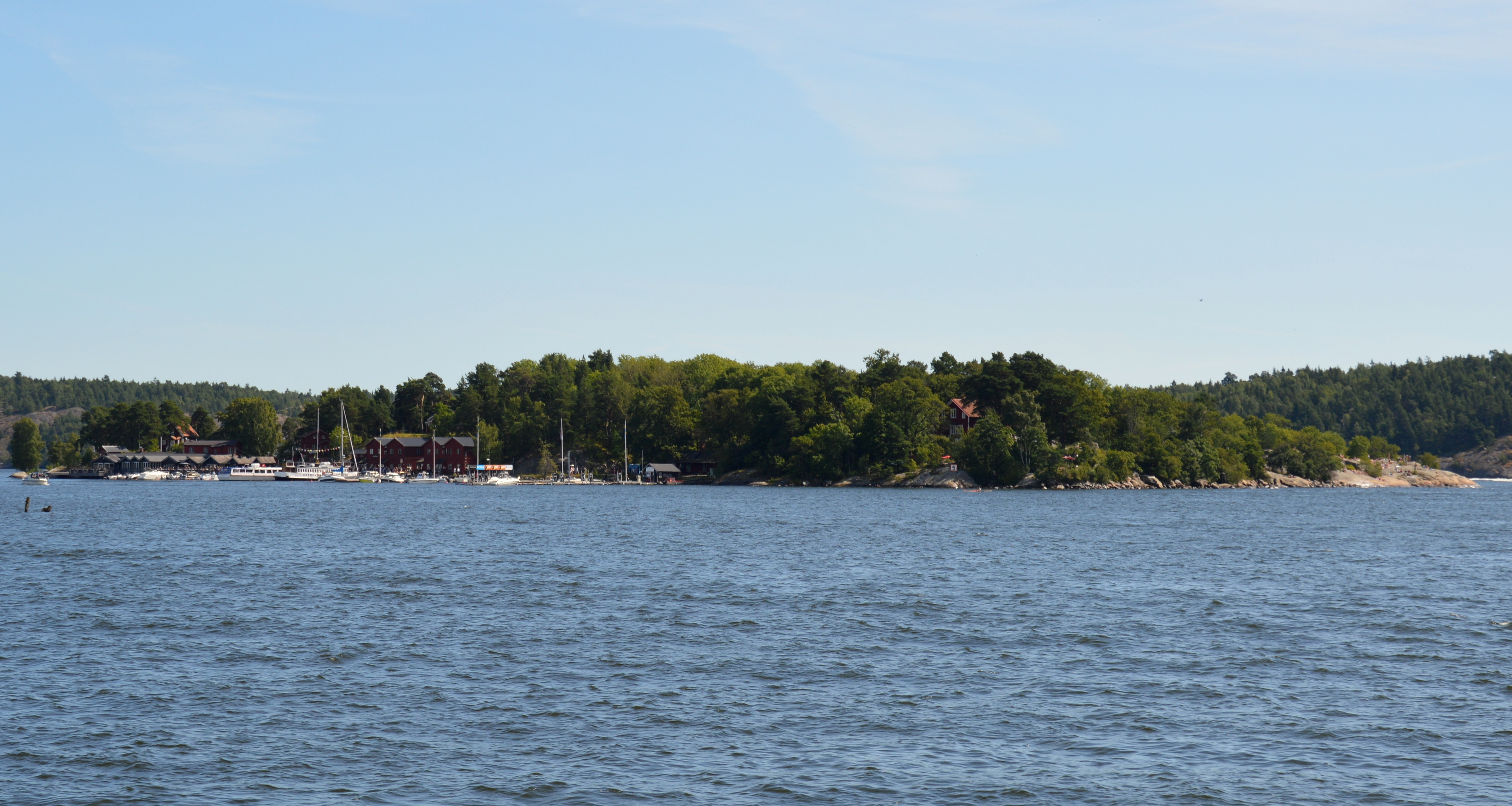
Stor Fjäderholmen, Blick von Nordwesten

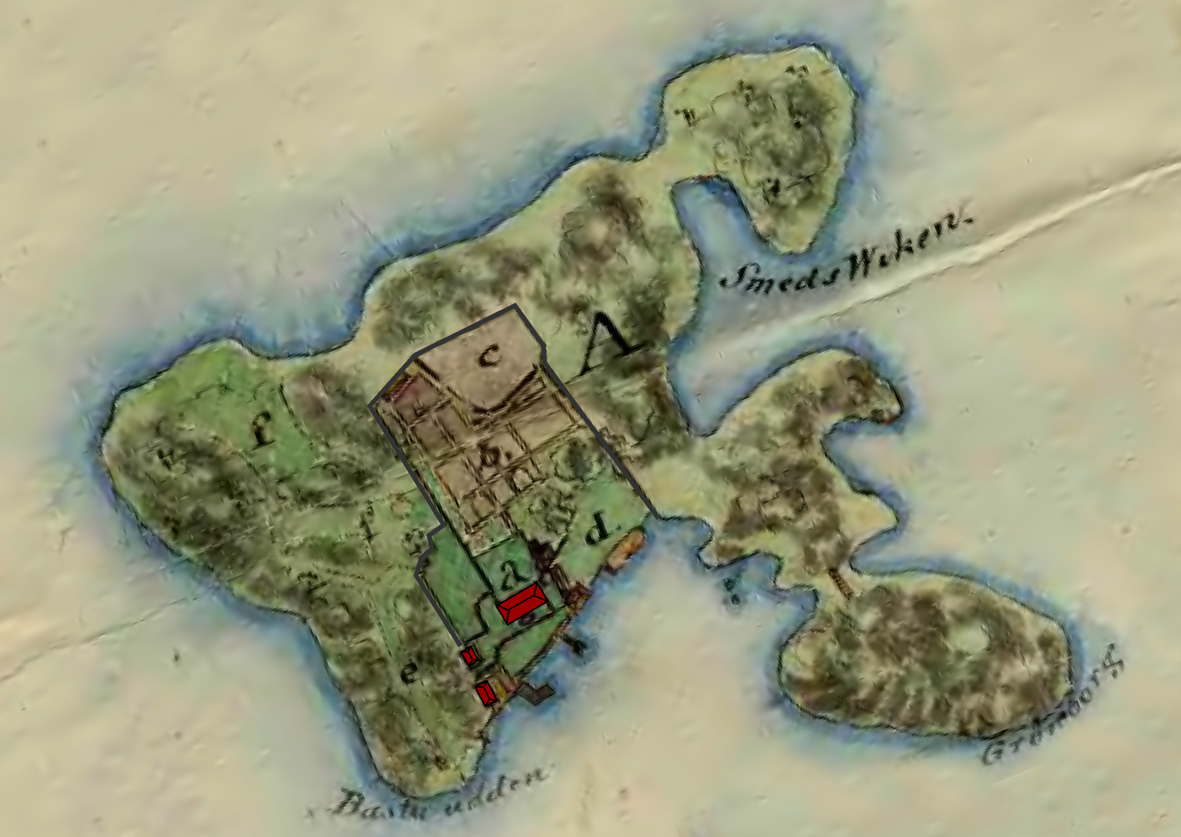
Karte von Stora Fjäderholmen aus dem Jahr 1811

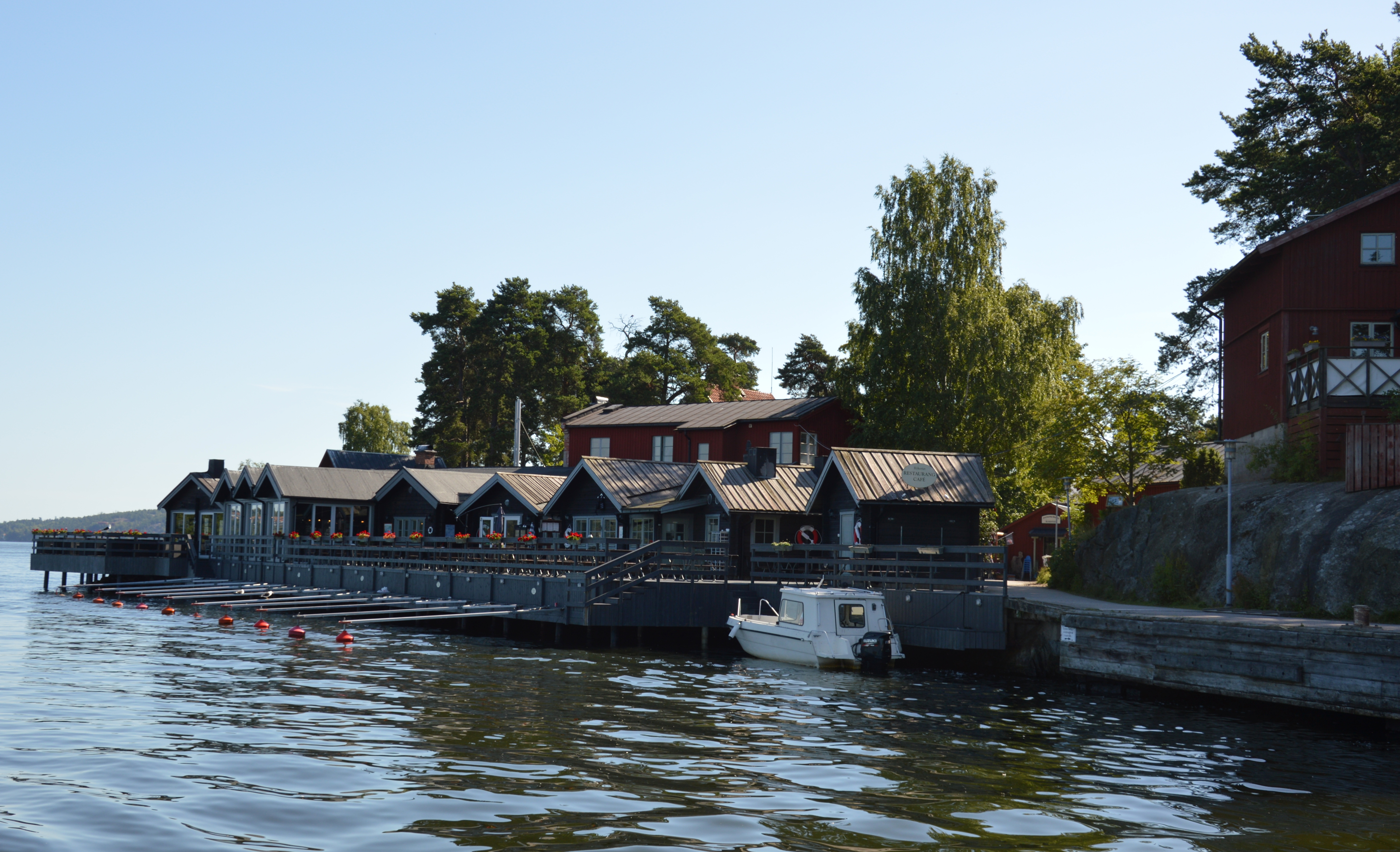
Nordseite der Insel

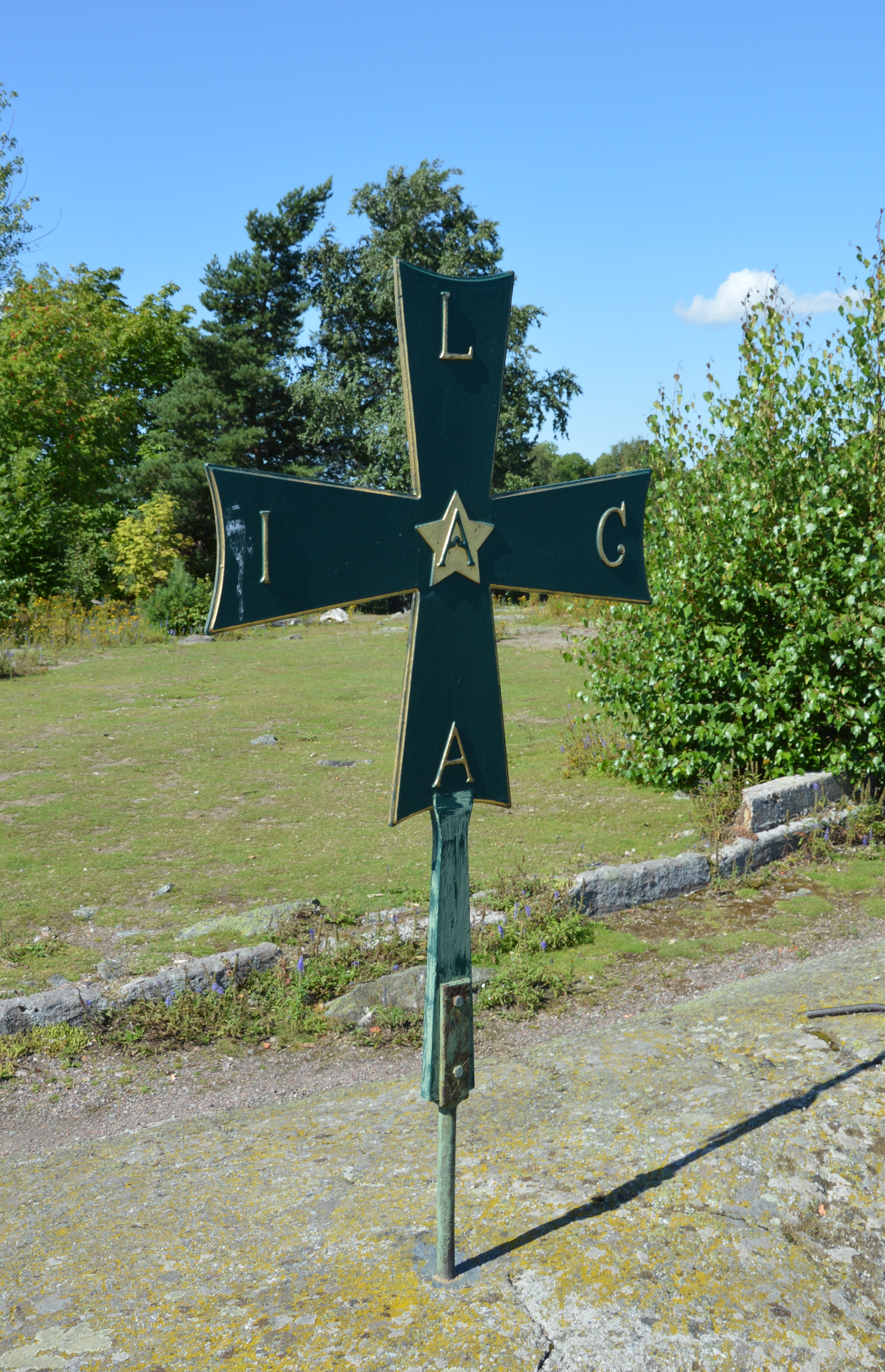
Kreuz

Stora Fjäderholmen ist eine zu Schweden gehörende Insel im Stockholmer Schärengarten.

## Lage
Sie ist die größte Insel der Inselgruppe Fjäderholmarna und gehört zur Gemeinde Lidingö. Stora Fjäderholmen erstreckt sich von Westen nach Osten über etwa 400 und von Norden nach Süden über ungefähr 350 Meter. Die Insel ist zum Teil bewaldet und mit mehreren Gebäuden bebaut. An der Ostseite der Insel befindet sich die Bucht Krogviken, die als Gasthafen dient und an deren Nordufer die Gaststätte Fjäderholmarnas krog liegt. Südlich der Bucht befindet sich ein Freilufttheater, westlich ein kleines Museum. Ein weiterer Hafen und weitere Restaurants befinden sich am Nordufer gelegenen Stora Kajen.
Die Insel ist ein beliebtes Ausflugsziel und mit aus der Stockholmer Innenstadt verkehrenden Fähren innerhalb von 20 Minuten zu erreichen.

## Geschichte
Zum Zeitpunkt der ersten urkundlichen Erwähnung Fjäderholmarnas im Jahr 1381 war im Zuge der Landhebung nur Stora Fjäderholmen bereits oberhalb der Wasserlinie. Der Name der Insel veränderte sich im Laufe der Zeit. 1617 wird sie als Fjäderholmen erwähnt, 1691 als Fierderholmarna, Anfang des 19. Jahrhunderts dann als Fjärholmarna oder Fjäderholmarne. Für das Jahr 1699 wird für Stora Fjäderholmen angegeben, dass es dort kein Brennholz gebe und nicht einmal ausreichend Futter für eine Kuh wächst. Auf einer Karte aus demselben Jahr ist auf der Insel die Gastwirtschaft Fjäderholms krog verzeichnet. Es war die letzte Wirtschaft entlang der Seeroute von der Ostsee vor Stockholm und befand sich an der Westspitze der Insel. Im späten 19. Jahrhundert bestand an der Südspitze der Insel ein Aussichtsturm der später in ein Restaurant Grand Restaurant Bellevue umgebaut wurde.
Von 1918 bis 1976 gehörte Stora Fjäderholmen zu einem militärischen Sperrgebiet. Das Grand Restaurant Bellevue wurde abgerissen. Ab 1982 unterstand die Insel der Königlichen Djurgården Verwaltung (Kungliga Djurgårdens Förvaltning). Auf Stora Fjäderholmen wurden Restaurants, Cafés, Werkstätten von Kunsthandwerkern und Museen eröffnet. Darüber hinaus entstand ein Yachthafen. Seit 1995 ist die Insel Teil des Königlichen Nationalstadtparks.

## Kulturdenkmale
Auf der Erhebung Grönborg im südöstlichen Teil der Insel befindet sich ein 1,65 Meter hohes und 0,85 Meter breites grusseiserner Malteserkreuz aus dem Jahr 1954.  Im Bereich des Gasthafen unmittelbar am Nordufer der Insel liegt in einer Tiefe von einem bis sechs Metern das Wrack eines gesunkenen hölzernen Schiffes. Vor der Nordspitze der Insel befanden sich in einer Tiefe von 4 bis 6 Metern verstreute Trümmerstücke eines ebenfalls hölzernen Schiffes. Vor der Südostspitze der Insel liegt in einer Tiefe von neun bis zehn Metern das Wrack eines 25 Meter langen und 5,2 Meter breiten gleichfalls aus Holz gebauten Schiffes.